# Psychotria berryi
Psychotria berryi là một loài thực vật có hoa trong họ Thiến thảo. Loài này được Wingf. miêu tả khoa học đầu tiên năm 1990.